# Sterphus panamensis
Sterphus panamensis är en tvåvingeart som först beskrevs av Charles Howard Curran 1930. Sterphus panamensis ingår i släktet Sterphus och familjen blomflugor.
Artens utbredningsområde är Panama. Inga underarter finns listade i Catalogue of Life.